# Space (ночной клуб)

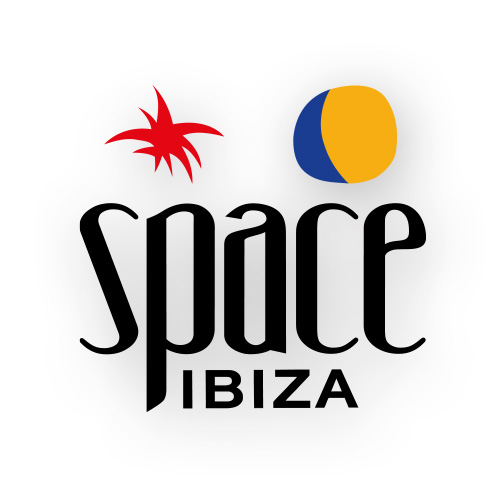
Эмблема клуба

Space — ночной клуб на острове Ивиса, Балеарские острова, Испания, существовавший с 1989 по 2016 год. Клуб приобрёл популярность и известность дискотеками, проходившими на открытой террасе, и 22-часовыми танцевальными марафонами, проводившимися по воскресеньям.
Клуб закрылся из-за того, что хозяева земли, на которой расположено здание клуба, не пожелали продлевать договор аренды.

## История
Клуб располагался в районе Platja d’en Bossa (муниципалитет Сан-Хосе, примерно в трёх километрах к югу от города Ивиса, столицы Балеарских островов), являющемся самым протяжённым пляжем острова и одним из центров островной туристической индустрии.
Клуб на том месте, где располагался Space, впервые открылся ранним летом 1986 года. Клуб расположился по соседству с открывшимся тогда же аквапарком. Посетители клуба были привлечены возможностью посетить аквапарк после танцев в клубе.
Space, таким, как он прославился впоследствии, появился в 1989 году, когда клубом занялся Pepe Rosello, местный опытный промоутер, работавший в этой индустрии с 1963 года. Первыми Диджеями-резидентами были британцы Alex P и Брэндон Блок, работавшие также на открытой террасе клуба, открытой по воскресеньям — Sunday Space Terrace — над которой часто проносились с громким рёвом низколетящие пассажирские самолёты, идущие на посадку или взлетающие с местного аэропорта, находящегося в трёх километрах от клуба.
По мере того, как другие ночные клубы на Ивисе были вынуждены отказаться от идеи проведения дискотек на открытых террасах из-за жалоб соседей на громкую музыку, Space остался единственным клубом на острове с работающей открытой террасой, вечеринки на которой, под ритмы электронной музыки, смешанной с рёвом низко пролетающих самолётов, и восторженной реакцией публики в эти мгновенья, стали визитной карточкой клуба.
В клубе регулярно выступали многие ведущие мировые диджеи, однако с именем Space наиболее часто ассоциируют диджея Карла Кокса, который на протяжении последних пятнадцати лет существования клуба ежегодно выступал в нём каждую неделю, проводя свои фирменные вечеринки Carl Cox & Friends, на которых наряду с самим артистом выступали многие именитые диджеи.

### We Love Space
Главным событием в программе работы клуба стала дискотекаWe Love Sundays, появившаяся в 1999 году и с тех пор без перерывов проходившая все воскресные дни на протяжении всего летнего сезона (с мая по октябрь месяц). С ростом популярности дискотеки её название было изменено на We Love Space. По воскресеньям клуб начинал пускать посетителей в 16:30, а закрывался в 06:00 понедельника. По испанским правилам любое предприятие должно быть закрыто как минимум два часа в сутки, дискотеки не могут открываться ранее восьми часов утра — клуб Space строго придерживался этого правила.